# سهيل أيوب
سهيل أيوب (مواليد 19 فبراير 1936) هو مبارز  لبناني. شارك في مسابقة مبارزة الشيش الفردية في الألعاب الأولمبية الصيفية 1968.

## روابط خارجية
- سهيل أيوب على موقع أوليمبيديا (الإنجليزية)